# Ghiacciaio Ciardoney
Il ghiacciaio Ciardoney è un corpo glaciale situato nelle Alpi Graie, alla testata del Vallone di Forzo, in Val Soana, presso il confine tra il Piemonte e la Valle d'Aosta. Il ghiacciaio è interamente compreso nel territorio piemontese del Parco nazionale del Gran Paradiso e in particolare nel comune di Ronco Canavese. La fronte del ghiacciaio si trova a 2897 m, mentre la quota massima è 3124 m, con un'altitudine mediana di 3040 m (2019). La lingua glaciale, lunga circa 1350 m e larga 580 m, ha uno spessore massimo di circa 70 m (2015) ed è orientata in direzione E-NE. L'area complessiva del ghiacciaio è di circa 0,51 km² (2019).

## Monitoraggio e bilanci di massa
A partire dal 1991, Il ghiacciaio Ciardoney è oggetto di un monitoraggio continuativo da parte della Società Meteorologica Italiana, che ogni anno effettua rilevamenti di copertura nevosa al termine della stagione di accumulo (solitamente a giugno) e alla fine della stagione di ablazione (settembre) per determinare il bilancio di massa del ghiacciaio, nel quadro delle campagne di misura promosse dal Comitato Glaciologico Italiano. Alla base è installata una stazione meteorologica automatica dotata di webcam.
Nei trent'anni dall'inizio delle misure è stata registrata una perdita di massa cumulata di circa 44 m di acqua equivalente distribuita sull'intera area del ghiacciaio, corrispondenti a un valore mediano di 1,4 m di acqua equivalente all'anno. Nello stesso periodo la fronte del ghiacciaio è arretrata di 527 m. 

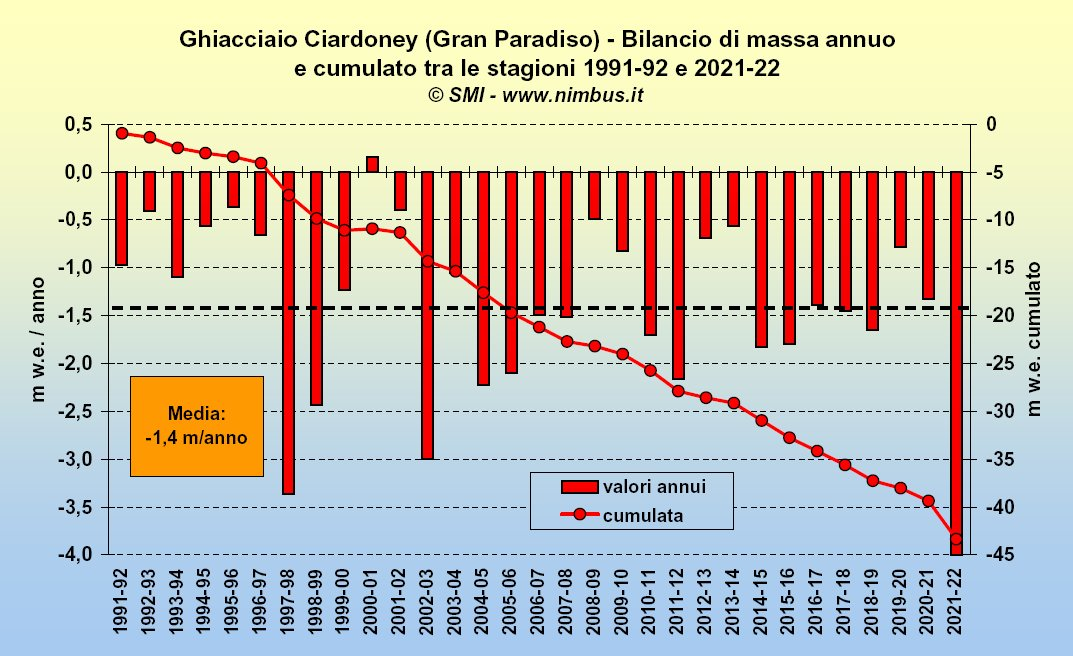
Grafico del bilancio di massa del ghiacciaio Ciardoney tra le stagioni 1991-1992 e 2021-2022, elaborato dalla Società Meteorologica Italiana.

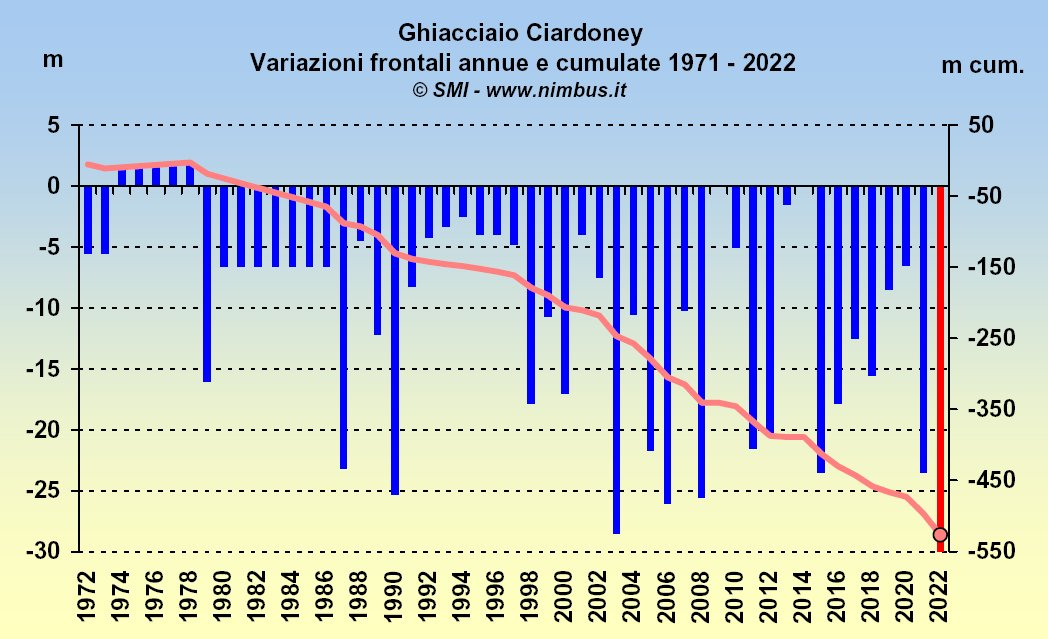
Grafico delle variazioni frontali del ghiacciaio Ciardoney tra le stagioni 1991-1992 e 2021-2022, elaborato dalla Società Meteorologica Italiana.